# Ambérieux-en-Dombes
Pour les articles homonymes, voir Ambérieux (homonymie) et Dombes.
Ambérieux-en-Dombes (prononcé [ɑ̃.be.ʁjø.ɑ̃.dɔ̃b]) est une commune française, située dans le département de l'Ain en région Auvergne-Rhône-Alpes. Elle fait partie de l'aire urbaine de Lyon.

## Géographie

### Localisation
La commune se situe dans le centre-est de la France, non loin de Lyon, dans le sud-ouest du département de l'Ain. Géographiquement, on peut la placer au centre d'un triangle formé par Mâcon, Bourg-en-Bresse et Lyon. Elle se situe à l'ouest d'une zone marécageuse parsemée d'étangs de formes et de tailles variés.
En distances orthodromiques, elle est distante de 13 km de Trévoux, le siège de la communauté de communes Dombes Saône Vallée ; de 34 km de Bourg-en-Bresse, le chef-lieu de l'Arrondissement de Bourg-en-Bresse et du département de l'Ain ; de 29 km de Lyon, préfecture de la Région Auvergne-Rhône-Alpes ; et de 374 km de Paris, capitale de la France. En ce qui concerne les élections, elle est distante de 10 km de Villars-les-Dombes, bureau centralisateur du canton de Villars-les-Dombes.

### Géologie et relief
La commune de situe à l'ouest d'une zone géologique de l'Ain nommé la Dombes dont la particularité sont les étangs de la Dombes ; cette zone géologique se situe au sud de la Bresse et à l'ouest du Bugey dont elle est partiellement séparée au nord par le Revermont. Au sud de cette zone géologique particulière, il y a la métropole de Lyon.
La Dombes partagent une plaine correspondant à un fossé d'effondrement remplit de sédiments du Tertiaire avec la Bresse. Outre des terrains datant du Tertiaire, on trouve également dans la région d'Ambérieux-en-Dombes des terres du Quaternaire.
Dans l'histoire géologique de la région de la commune, on peut citer dans la toute fin du Pléistocène Moyen un glacier provenant du Rhône qui a envahi la Dombes. Ce glacier déposa des dépôts glaciaires et périglaciaires du Quaternaire des périodes du Riss et du Würm ; ces dépôts sont particulièrement de type morainiques, fluvio-glaciaires, fluvio-lacustres et de lœss ; du point de vue des roches, on y trouve des types très diversifiés allant de blocs de grandes tailles à du limon et des petits graviers. C'est l'imperméabilité de toutes ces couches géologiques qui a permis la formation des nombreux étangs de la région.
En ce qui concerne le relief, la commune est un rien plus élevée que les étangs, ce qui a permis son développement. Le centre de la ville et les alentours se situent à 300 m d'altitude environ ; l'hypercentre se situant même à 307 environ contre les 290 mètres d'altitude des étangs et des abords de ces derniers.

### Hydrologie
Il y a très peu de cours d'eau parcourant la commune si ce n'est quelques ruisseaux alimentant les étangs et le Formans. En ce qui concerne les étangs, on peut citer :
- l'étang Piadart ;
- l'étang Malacord ;
- l'étang Neuf ;
- l'étang de la Culatte ;
- l'étang Bocheraud ;
- l'étang de Chassagne ;
- l'étang de Corgey ;
- l'étang de la Victoire ;
- l'étang Neuf (à côté de la Victoire, à ne pas confondre avec l'autre) ;
- l'étang Vieux ;
- l'étang Chalarey ;
- l'étang du Chat Pendu ;
- l'étang Grillet (partagé avec la commune de Saint-Jean-de-Thurigneux) ;
- l'étang du Cerisier ;
- l'étang Neuf (sous l'étang du Cerisier, à ne pas confondre avec les deux autres étangs homonymes).

En ce qui concerne l'organisation des services hydrologiques sur la commune, la SIE Dombes Saône gère l'eau potable tandis que la CC Dombes Saône Vallée gère l'assainissement collectif et non collectif. Comme les communes voisines, l'eau potable, au 1er janvier 2015, coûtait 2,18 € au mètre cube ; le prix de l'assainissement collectif est quant à lui plus hétérogène avec un tarif à 1,51 € au mètre cube ; les communes situées au sud sont plus chères alors que les autres sont moins chères.

### Climat
Pour des articles plus généraux, voir Climat d'Auvergne-Rhône-Alpes et Climat de l'Ain.
En 2010, le climat de la commune est de type climat océanique dégradé des plaines du Centre et du Nord, selon une étude du CNRS s'appuyant sur une série de données couvrant la période 1971-2000. En 2020, Météo-France publie une typologie des climats de la France métropolitaine dans laquelle la commune est dans une zone de transition entre le climat semi-continental et le climat de montagne et est dans la région climatique Bourgogne, vallée de la Saône, caractérisée par un bon ensoleillement (1 900 h/an), un été chaud (18,5 °C), un air sec au printemps et en été et des vents faibles.
Pour la période 1971-2000, la température annuelle moyenne est de 11,6 °C, avec une amplitude thermique annuelle de 17,8 °C. Le cumul annuel moyen de précipitations est de 906 mm, avec 9,8 jours de précipitations en janvier et 7,4 jours en juillet. Pour la période 1991-2020, la température moyenne annuelle observée sur la station météorologique de Météo-France la plus proche, sur la commune de Baneins à 12 km à vol d'oiseau, est de 12,7 °C et le cumul annuel moyen de précipitations est de 880,2 mm,. Pour l'avenir, les paramètres climatiques de la commune estimés pour 2050 selon différents scénarios d'émission de gaz à effet de serre sont consultables sur un site dédié publié par Météo-France en novembre 2022.

## Urbanisme

### Typologie
Au 1er janvier 2024, Ambérieux-en-Dombes est catégorisée bourg rural, selon la nouvelle grille communale de densité à 7 niveaux définie par l'Insee en 2022.
Elle est située hors unité urbaine. Par ailleurs la commune fait partie de l'aire d'attraction de Lyon, dont elle est une commune de la couronne,. Cette aire, qui regroupe 397 communes, est catégorisée dans les aires de 700 000 habitants ou plus (hors Paris),.

### Occupation des sols
L'occupation des sols de la commune, telle qu'elle ressort de la base de données européenne d’occupation biophysique des sols Corine Land Cover (CLC), est marquée par l'importance des territoires agricoles (78,3 % en 2018), une proportion sensiblement équivalente à celle de 1990 (78 %). La répartition détaillée en 2018 est la suivante :
terres arables (48,3 %), prairies (18,5 %), eaux continentales (11,6 %), zones agricoles hétérogènes (11,4 %), zones urbanisées (6,7 %), forêts (3,4 %).
L'évolution de l’occupation des sols de la commune et de ses infrastructures peut être observée sur les différentes représentations cartographiques du territoire : la carte de Cassini (XVIIIe siècle), la carte d'état-major (1820-1866) et les cartes ou photos aériennes de l'IGN pour la période actuelle (1950 à aujourd'hui).

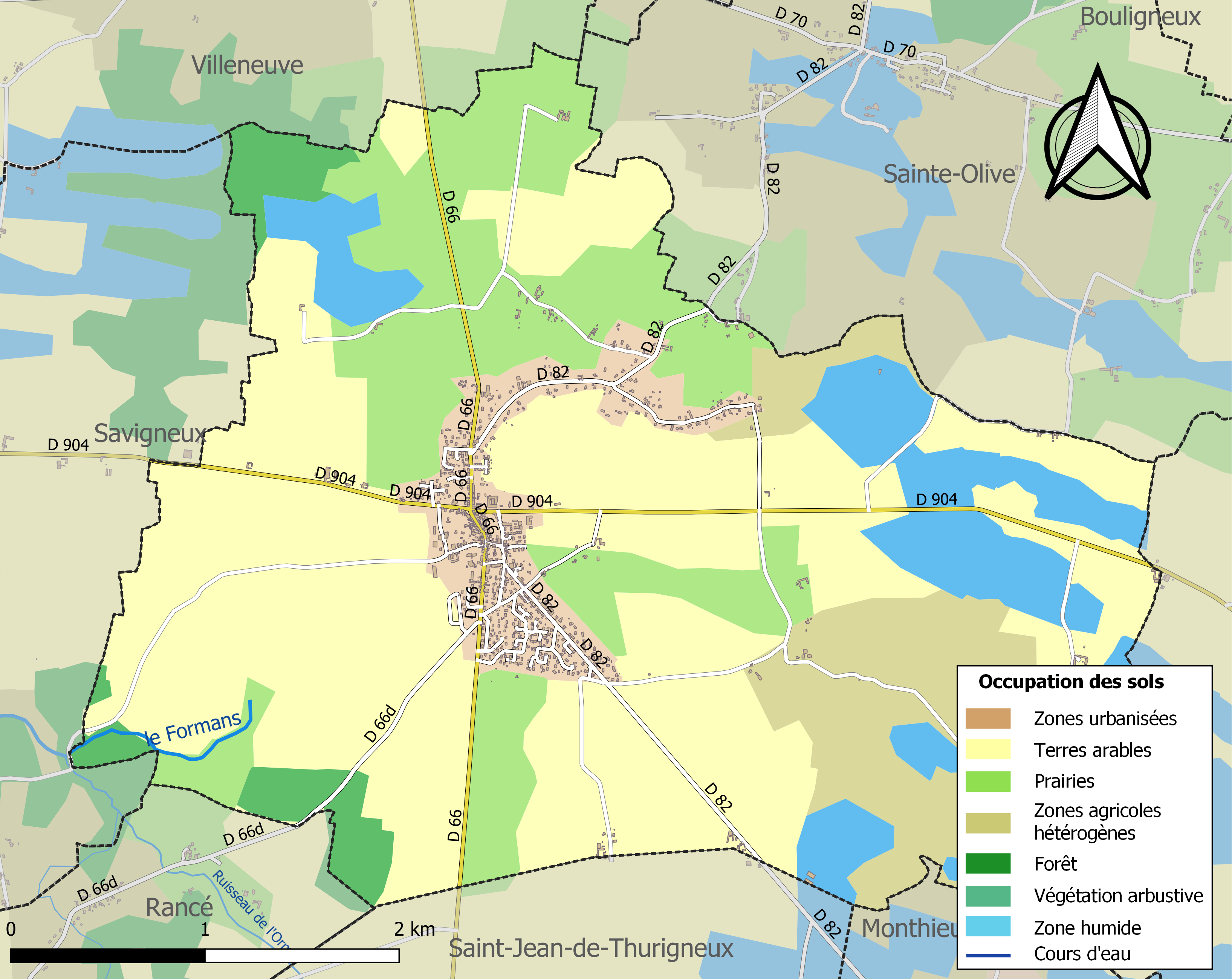
Carte des infrastructures et de l'occupation des sols de la commune en 2018 (CLC).

## Toponymie
En arpitan, langue parlée dans la région, cette commune s'écrit Ambériœx-en-Domba.

## Histoire
Village connu sous le nom d'Ambariacum dès le VIe siècle, lieu des châteaux des premiers rois burgondes.
Ambérieux relevait au XIIe siècle des sires de Villars de qui il passa, par vente, en 1402, aux sires de Beaujeu.
Le  13 juillet 1922, un convoi des compagnie des Tramways de l'Ain ramenant des pèlerins d'Ars déraille entre Ambérieux-en-Dombes et Lapeyrouse, faisant un mort et plusieurs blessés.

## Politique et administration

### Découpage territorial
La commune d'Ambérieux-en-Dombes est membre de la communauté de communes Dombes Saône Vallée, un établissement public de coopération intercommunale (EPCI) à fiscalité propre créé le 1er janvier 2014 dont le siège est à Trévoux. Ce dernier est par ailleurs membre d'autres groupements intercommunaux.
Sur le plan administratif, elle est rattachée à l'arrondissement de Bourg-en-Bresse, au département de l'Ain et à la région Auvergne-Rhône-Alpes. Sur le plan électoral, elle dépend du  canton de Villars-les-Dombes pour l'élection des conseillers départementaux, depuis le redécoupage cantonal de 2014 entré en vigueur en 2015, et de la quatrième circonscription de l'Ain  pour les élections législatives, depuis le dernier découpage électoral de 2010.

### Tendances politiques et résultats
| Scrutin             | Scrutin             | 1er tour | 1er tour | 1er tour | 1er tour | 1er tour   | 1er tour | 1er tour | 1er tour    | 1er tour | 1er tour | 1er tour | 1er tour | 2d tour | 2d tour | 2d tour | 2d tour | 2d tour | 2d tour |
| Scrutin             | Scrutin             | 1er      | 1er      | %        | 2e       | 2e         | %        | 3e       | 3e          | %        | 4e       | 4e       | %        | 1er     | 1er     | %       | 2e      | 2e      | %       |
| ------------------- | ------------------- | -------- | -------- | -------- | -------- | ---------- | -------- | -------- | ----------- | -------- | -------- | -------- | -------- | ------- | ------- | ------- | ------- | ------- | ------- |
| Présidentielle 2017 | Présidentielle 2017 |          | FN       | 32,80    |          | LR         | 21,11    |          | EM          | 20,47    |          | LFI      | 13,50    |         | EM      | 52,09   |         | FN      | 47,91   |
| Présidentielle 2022 | Présidentielle 2022 |          | RN       | 34,24    |          | LREM       | 27,14    |          | LFI         | 13,33    |          | REC      | 7,49     |         | RN      | 52,73   |         | LREM    | 47,27   |
| Législatives 2022   | 4e                  |          | RN       | 31,67    |          | LREM (ENS) | 17,85    |          | LFI (NUPES) | 16,08    |          | LR       | 11,09    |         | RN      | 66,67   |         | LFI     | 33,33   |
| Législatives 2024   | 4e                  |          | RN       | 52,50    |          | HOR (ENS)  | 21,04    |          | EELV (NFP)  | 18,38    |          | LR       | 6,48     |         | RN      | 58,10   |         | HOR     | 41,90   |

### Administration municipale
| Période                                  | Période  | Identité         | Étiquette | Qualité    |
| ---------------------------------------- | -------- | ---------------- | --------- | ---------- |
| avant 1981                               | ?        | Antoine Orcet    | DVG       |            |
| 1995                                     | 2001     | Jean Giroux      |           |            |
| 2001                                     | 2014     | Bernard Ravoire  |           |            |
| 2014                                     | mai 2021 | Pierre Pernet    | DVG       | Professeur |
| mai 2021                                 | En cours | Christine Fornès | SE        | Comptable  |
| Les données manquantes sont à compléter. |          |                  |           |            |

## Démographie
Les habitants sont appelés les Ambarrois.
L'évolution du nombre d'habitants est connue à travers les recensements de la population effectués dans la commune depuis 1793. Pour les communes de moins de 10 000 habitants, une enquête de recensement portant sur toute la population est réalisée tous les cinq ans, les populations de référence des années intermédiaires étant quant à elles estimées par interpolation ou extrapolation. Pour la commune, le premier recensement exhaustif entrant dans le cadre du nouveau dispositif a été réalisé en 2005.
En 2022, la commune comptait 1 917 habitants, en évolution de +14,72 % par rapport à 2016 (Ain : +5,15 %, France hors Mayotte : +2,11 %).
| 1793 | 1800 | 1806 | 1821 | 1831 | 1836 | 1841 | 1846 | 1851 |
| ---- | ---- | ---- | ---- | ---- | ---- | ---- | ---- | ---- |
| 553  | 637  | 390  | 654  | 644  | 652  | 650  | 755  | 744  |

| 1856 | 1861 | 1866 | 1872 | 1876 | 1881 | 1886 | 1891 | 1896 |
| ---- | ---- | ---- | ---- | ---- | ---- | ---- | ---- | ---- |
| 737  | 818  | 887  | 823  | 848  | 879  | 882  | 862  | 852  |

| 1901 | 1906 | 1911 | 1921 | 1926 | 1931 | 1936 | 1946 | 1954 |
| ---- | ---- | ---- | ---- | ---- | ---- | ---- | ---- | ---- |
| 835  | 805  | 805  | 698  | 690  | 618  | 593  | 625  | 570  |

| 1962 | 1968 | 1975 | 1982 | 1990  | 1999  | 2005  | 2006  | 2010  |
| ---- | ---- | ---- | ---- | ----- | ----- | ----- | ----- | ----- |
| 588  | 627  | 756  | 848  | 1 156 | 1 408 | 1 442 | 1 436 | 1 616 |

| 2015  | 2020  | 2022  | - | - | - | - | - | - |
| ----- | ----- | ----- | - | - | - | - | - | - |
| 1 619 | 1 782 | 1 917 | - | - | - | - | - | - |

## Culture locale et patrimoine

### Lieux et monuments

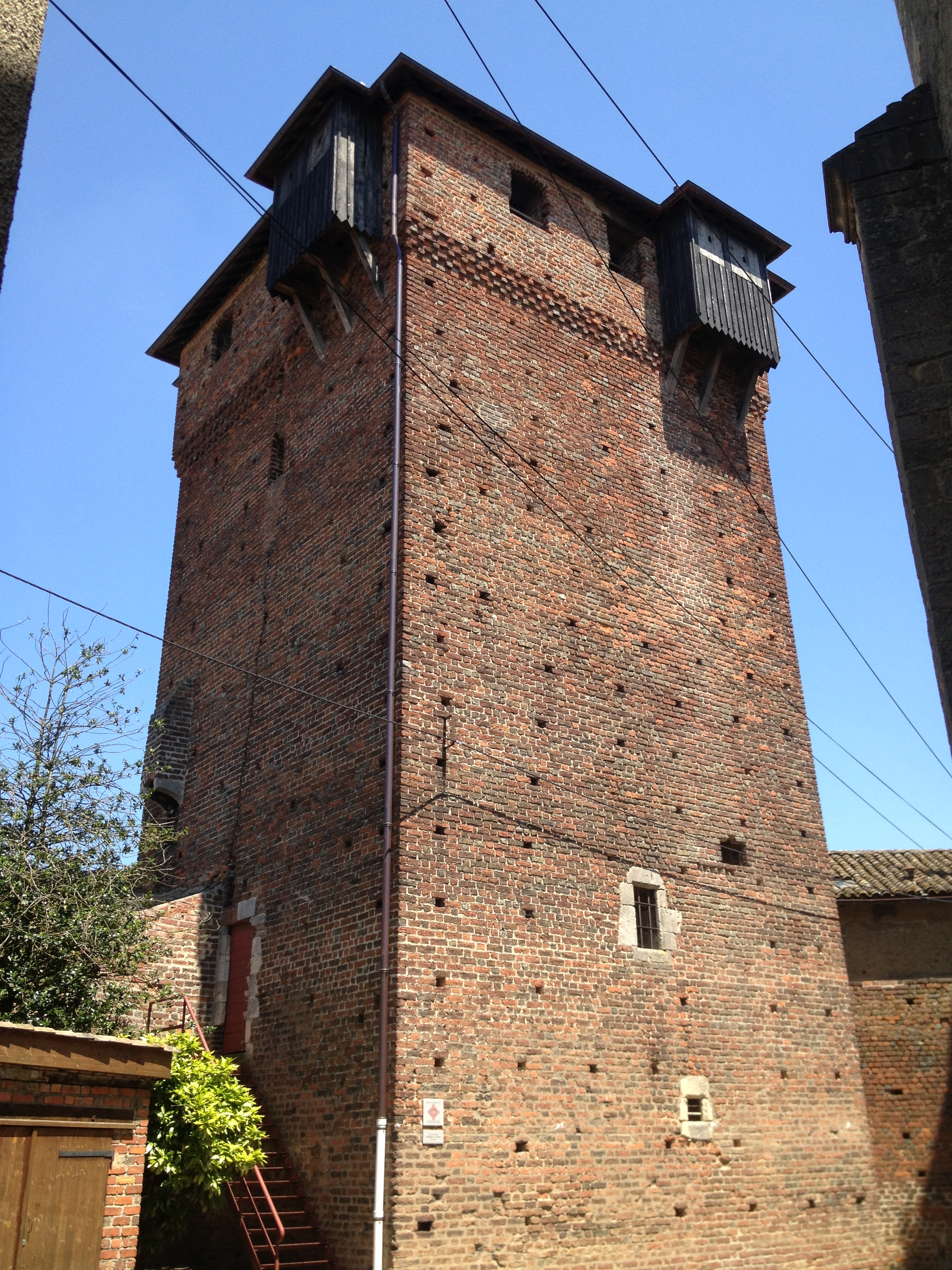
Le donjon du château.

- Château d'Ambérieux-en-Dombes. C'est un ancien château fort, fondé au XIIe siècle par les sires de Villars, et reconstruit au XIVe siècle entre 1370 et 1376 (étude dendrochronologique) sous le règne de Humbert V sire de Thoire et Villars[29],[30]. Il est pris en 1408 par Amé de Viry et repris peu de temps après par Jean de Châteaumorand qui passe au fil de l'épée la garnison savoyarde. Restauré, en 1460 il résiste aux entreprises des troupes réunies de Miribel, Montluel et Pérouges[31].

Le château fut le centre de la seigneurie d'Ambérieux et le chef-lieu d'une châtellenie de la principauté de Dombes. Situé au centre du village actuel, il comporte encore quatre tours ; trois de forme carrée dont le donjon roman haut de 19 mètres et une ronde de faible diamètre qui servait de prison. Le donjon a fait l'objet d'une complète restauration avec la pose d'un nouveau toit en 2010.
Les trois tours du château sont classées au titre des monuments historiques par arrêté du 21 juin 1905.
- Monument aux morts. Il a la particularité d'être surmonté d'un coq.
- Église Saint-Maurice d'Ambérieux-en-Dombes.

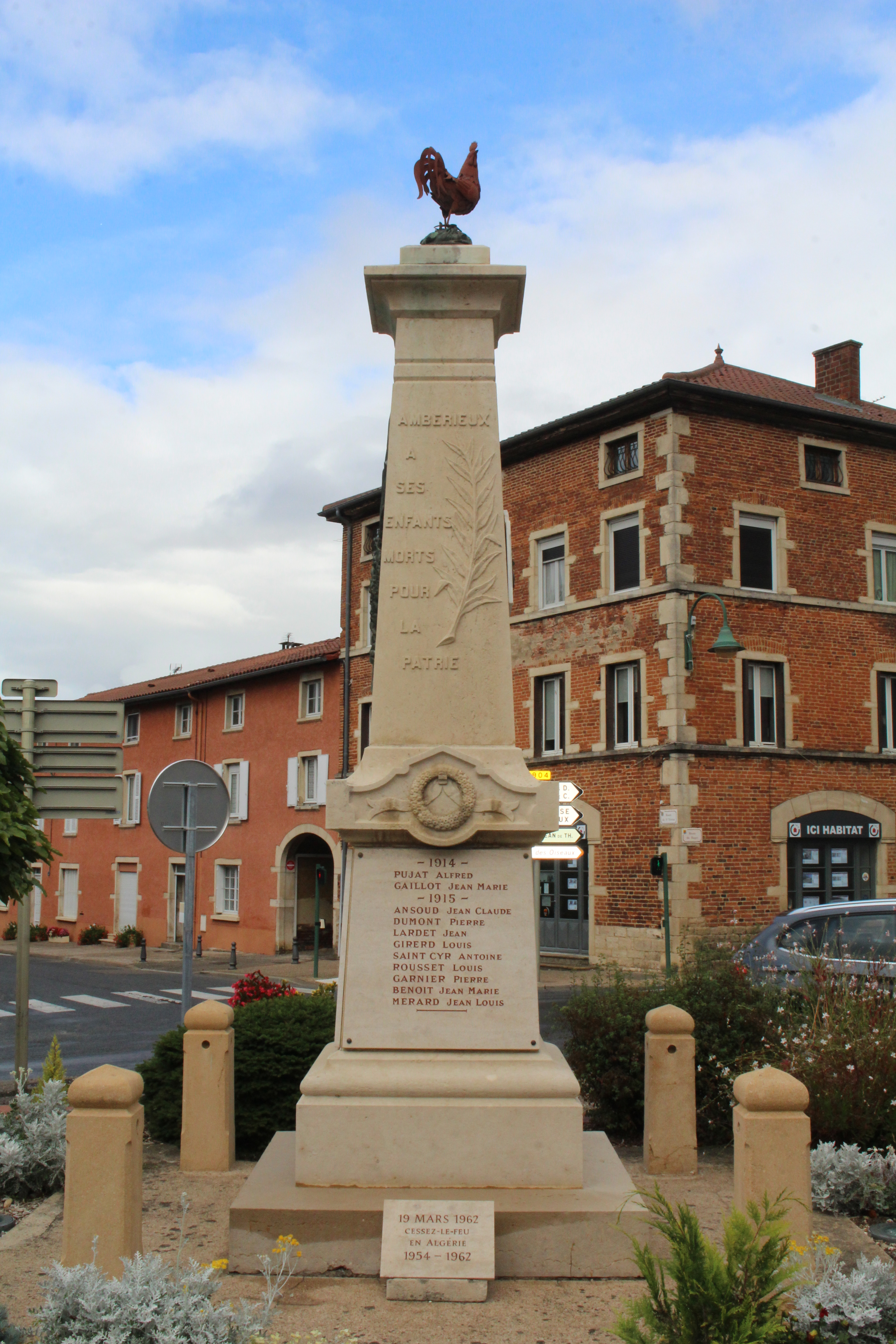
Le monument aux morts.
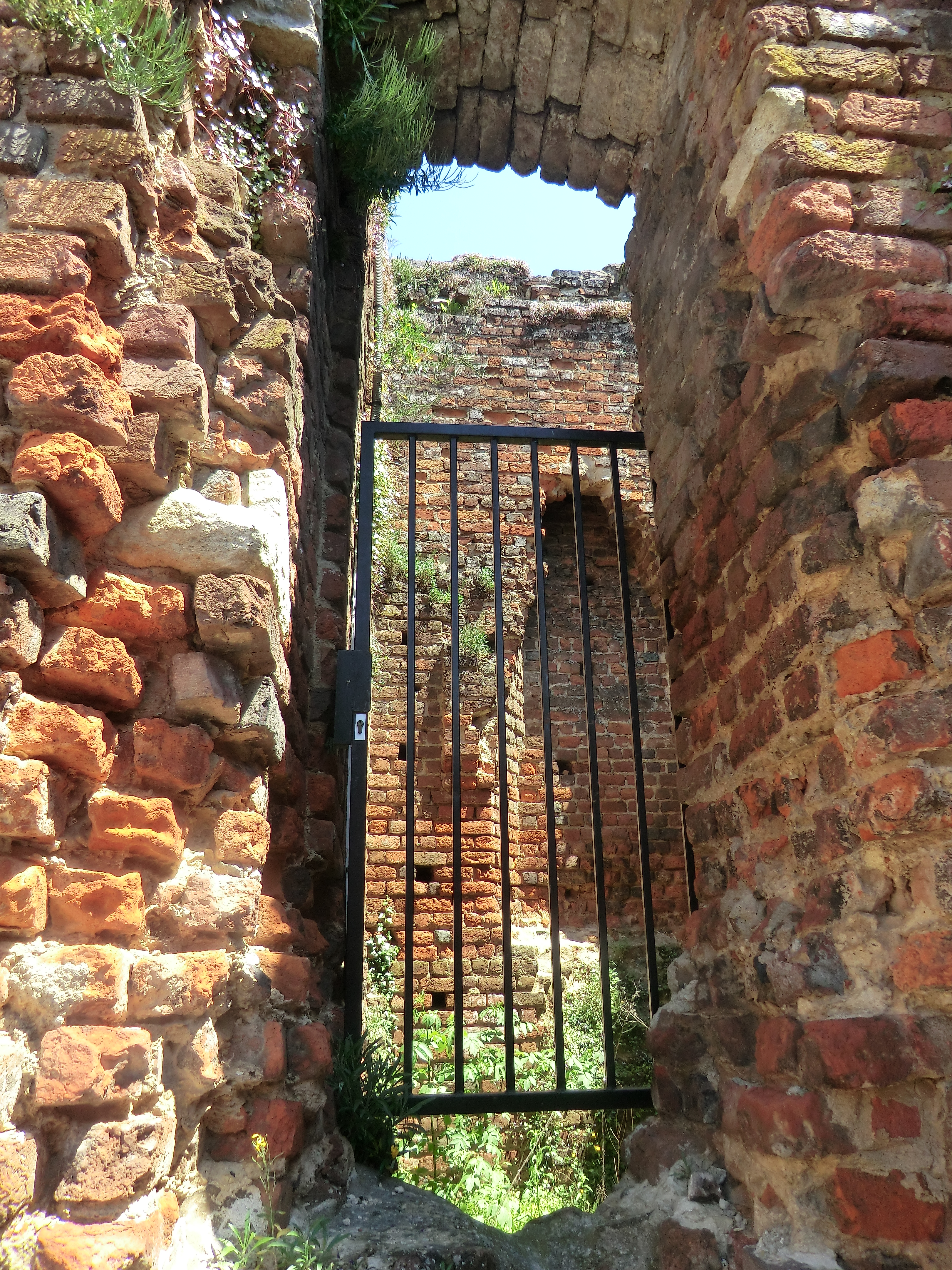
Ruines du château.
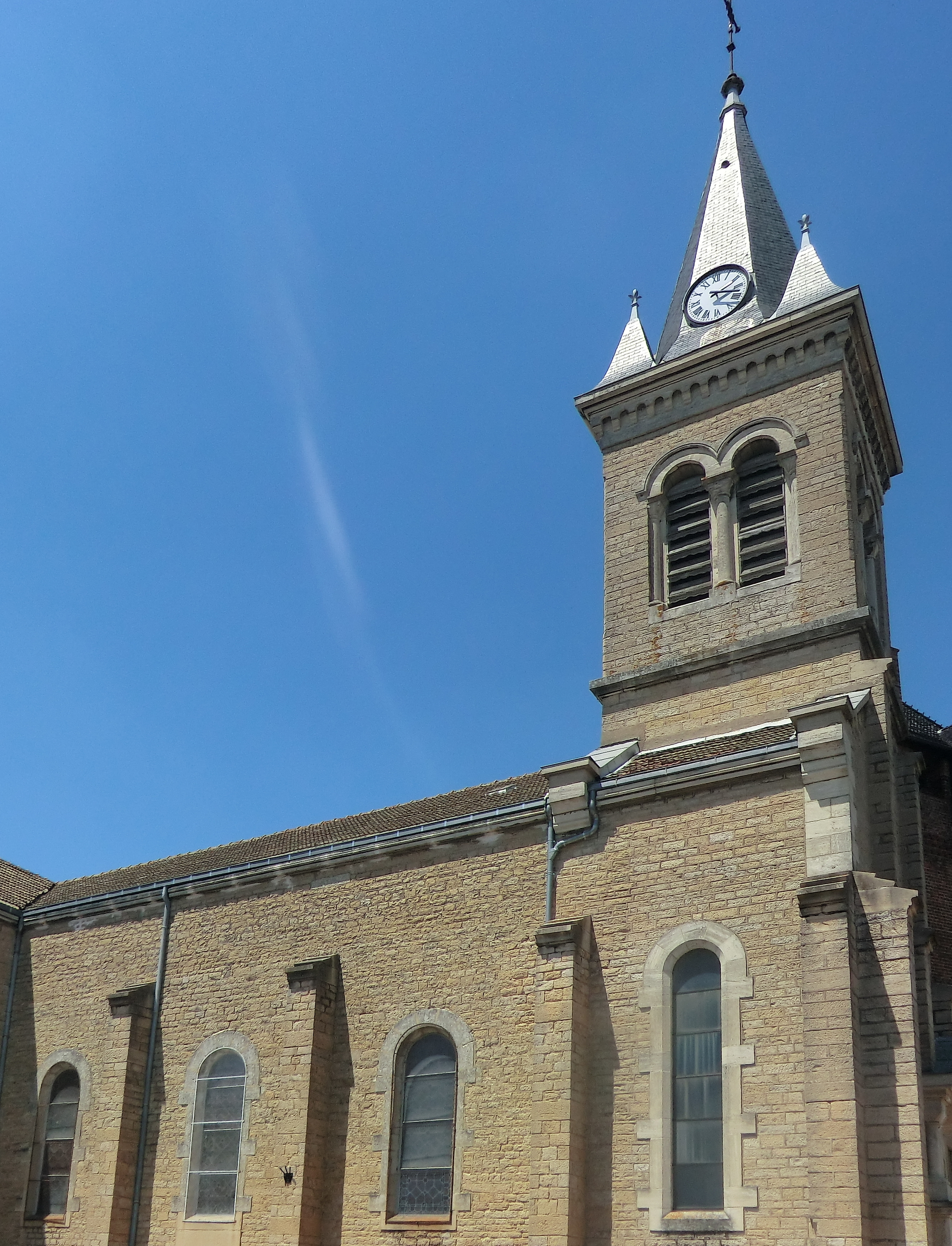
Vue de l'église du village.

### Personnalités liées à la commune
- Laurent Capponi (1512-1573), seigneur d'Ambérieux-en-Dombes.
- Jean Saint-Cyr (1899-1990), homme politique français, né à Ambérieux-en-Dombes.

### Héraldique
| Blason de Ambérieux-en-Dombes | Blason  | D’or au donjon de gueules ouvert du champ, chargé d'une main de justice mise en pal, traversant une couronne à l’antique le tout d’or ; le donjon accosté de deux chevaux gais, cabrés et affrontés de sable ; le tout posé sur une terrasse d’azur chargée d’un héron d’argent. |
| Blason de Ambérieux-en-Dombes | Détails | Le statut officiel du blason reste à déterminer. |